# Mokéko
Mokéko est une localité du Nord de la République du Congo, située dans la région de la Sangha, et chef-lieu du district du même nom. Elle se trouve à une quinzaine de kilomètres au sud de Ouesso, la capitale régionale, sur la route nationale 2.